# Michael Rice
Michael Rice (Hartlepool, 25 ottobre 1997) è un cantante britannico.
Ha rappresentato il Regno Unito all'Eurovision Song Contest 2019 col brano Bigger than Us, classificandosi ultimo su 26 finalisti.

## Biografia
Nel 2014 Michael Rice ha partecipato alle audizioni per l'undicesima edizione del talent show britannico The X Factor cantando I Look to You di Whitney Houston e ottenendo l'approvazione di tutti e quattro i giudici.
Nel 2018 ha partecipato alla competizione musicale All Together Now trasmessa su BBC One. Ha finito per vincere il primo premio finale di 50.000 sterline grazie alla sua interpretazione di Proud Mary di Tina Turner.
È stato selezionato fra i sei partecipanti a Eurovision: You Decide 2019, il processo di selezione per la ricerca del rappresentante britannico all'Eurovision Song Contest 2019, dove ha cantato la power ballad Bigger than Us. Nella finale dell'8 febbraio è stato proclamato vincitore, e ha rappresentato di diritto il Regno Unito all'Eurovision in Israele. Qui si è classificato ultimo su 26 partecipanti con 11 punti totalizzati, di cui 3 dal televoto e 8 dalle giurie.

## Discografia

### Singoli
- 2017 – Lady
- 2019 – Bigger than Us
- 2019 – Somebody
- 2019 – Think of Me
- 2020 – Breaking Free
- 2021 – Wasted Youth
- 2021 – Did You Even Love Me
- 2022 –Chasing Shadows
- 2023 – Boy I Used to Know
- 2024 – Because of You
- 2024 – Turning Tables